# Габитов, Абдулла Гисматуллович
Абдулла Гисматуллович Габитов — советский хозяйственный, государственный и политический деятель.

## Биография
Родился в 1910 году в посёлке Троицкий Прииск. Член ВКП(б) с 1940 года.
С 1924 года — на хозяйственной, общественной и политической работе. В 1924—1958 гг. — на хозяйственной и партийной работе в Свердловской, Челябинской и Пермской областях, в органах ОГПУ-НКВД, помощник уполномоченного, уполномоченный, начальник отделений, нарком внутренних дел Татарской АССР, нарком госбезопасности Татарской АССР, заместитель наркома-министра госбезопасности Узбекской ССР, министр госбезопасности Кабардинской АССР, министр внутренних дел Кабардинской АССР, председатель КГБ при Совете Министров Кабардинской АССР, заместитель директора по режиму предприятия Министерства среднего машиностроения СССР.
Избирался депутатом Верховного Совета СССР 3-го и 4-го созывов.